# Maxillaria roseola
Maxillaria roseola är en orkidéart som beskrevs av Eric Alston Christenson. Maxillaria roseola ingår i släktet Maxillaria och familjen orkidéer. Inga underarter finns listade i Catalogue of Life.